# جاك أند دكستر كولكشن
جاك أند دكستر كولكشن (بالإنجليزية: Jak and Daxter Collection)‏، هي لعبة فيديو أمريكية من نوع منصات، وهي اللعبة التي تجمع ثلاث أجزاء من اللعبة، وهي من تطوير ماس ميديا غيمز، ومن نشر سوني كمبيوتر إنترتنمنت، وتعمل على منصتي بلاي ستيشن 3 وبلاي ستيشن فيتا، صدرت اللعبة في الأسواق سنة 2012.

## أسماء اللعبة
تتكون لعبة جاك أند دكستر كولكشن من ثلاثة أجزاء رئيسية حسب الجدول أدناه.
| اسم اللعبة                        | تاريخ الإصدار  | تشغيل المنصة               |
| --------------------------------- | -------------- | -------------------------- |
| جاك أند دكستر: ذا بريكورسر ليجاسي | 3 ديسمبر 2001  | بي إس 2/بي إس 3/بي إس فيتا |
| جاك 2                             | 14 أكتوبر 2003 | بي إس 2/بي إس 3/بي إس فيتا |
| جاك 3                             | 9 ديسمبر 2004  | بي إس 2/بي إس 3/بي إس فيتا |